# Denny Willis
Dennis (Denny) Willis (ca. 1920 – Londen, 17 maart 1995) was een Schotse komediant.
Willis werd geboren als zoon van theatermaker Dave Willis, die komische sketches opvoerde in theaters in Schotland. Willis nam veel van de ideeën van zijn vader over. In 1962 had hij een eigen komische televisieshow op ATV, de Denny Willis Show.
De bekendste sketch van Willis is waarschijnlijk het stuk The Fox Has Left Its Lair, waarmee hij als Denny Willis and the Quorn Quartet langs verscheidene theaters in het Verenigd Koninkrijk en daarbuiten trok. In Nederland werd de sketch bekend door een optreden in Mies Bouwmans Eén van de acht rond 1970. Een drietal zingt het lied met een kettingrefrein, de vierde probeert mee te doen maar wordt steeds door de (voor hem onverwachte) bewegingen van de anderen op de grond gegooid. De versie van Willis was gebaseerd op een sketch van Jack Buchanan uit de jaren twintig.
In 1941 werd hij vader van dochter Bobbie Willis, die net als haar vader en grootvader het vak van comédienne zou gaan beoefenen.